# Levi Strauss & Co.
Levi Strauss & Co. [ˌliːvaɪ ˈstɹaʊs] ist ein börsennotiertes Handelsunternehmen für Textilien, das weltweit für seine Denim-Jeans bekannt ist. Es wurde 1853 gegründet, als der fränkische Einwanderer Levi Strauss (gebürtig Löb Strauß) nach San Francisco kam, um mit seinem Bruder an der Westküste ein Textilwarengeschäft zu eröffnen. Von der Firma wurden Denim-Overalls bereits in den 1870er Jahren hergestellt, doch entstanden die modernen Jeans erst in den 1920er Jahren. Die Firma befindet sich im Besitz der Nachkommen und Verwandten der vier Neffen von Levi Strauss, die nach seinem Tod das Unternehmen erbten. Der Konzern ist globaler Marktführer beim Verkauf von Jeans und anderer lässiger Hosenkleidung. Sein Sitz befindet sich in San Francisco.

## Geschichte
Das Unternehmen wurde im Jahre 1853 gegründet, nahm aber seinen rapiden Aufschwung erst in den 1870er Jahren. Im Dezember 1870 kam der in Reno tätige Schneider Jacob Davis auf die Idee, die Ecken der Hosentaschen in Arbeitshosen und das untere Ende des Hosenlatzes mit jeweils einem Niet eines Pferdegeschirrs zu verstärken. Weil ihm Geld für die Patentierung seines 1872 entwickelten Verfahrens fehlte, wandte er sich an Levi Strauss, der ihm Tuchballen lieferte. Strauss unterstützte das Vorhaben und erhielt am 20. Mai 1873 ein Patent zusammen mit Davis darauf. Die vernieteten Waist Overalls stießen auf eine riesige Nachfrage. Im Jahr 1890 wurde für eine Serie dieser praktischen Arbeitshosen die Partienummer „501“ verwendet, die sich fortan als Begriff etablierte.
Ab 1981 begann Levi Strauss & Co. mit Betriebsschließungen in den USA und einer allmählichen Verlagerung der Produktion nach Übersee. Die letzte inländische Fabrik wurde im Januar 2004 im texanischen San Antonio aus Kostengründen aufgegeben.

## Organisation
Levi Strauss & Co. ist eine weltweit operierende Gesellschaft, die in drei geographische Bereiche gegliedert ist:
- Levi Strauss North America (LSNA) an seinem Hauptsitz San Francisco, 6700 Beschäftigte
- Levi Strauss Europe (LSE) mit Sitz in Brüssel, 4200 Beschäftigte
- Asia Pacific Division (APD) mit Sitz in Singapur, 3500 Beschäftigte

Der Konzern beschäftigt nach eigenen Angaben weltweit insgesamt circa 14.800 Menschen. Er besitzt über 1000 eigene Verkaufsläden (Stand 2025) und verwendete um 2009 für über 1500 Geschäfte Franchising-Bedingungen. Die Produktionsstätten befinden sich inzwischen aus Kostengründen außerhalb der USA. Etwa 40 Prozent seiner Erzeugnisse werden in Süd- und Mittelamerika hergestellt, weitere rund 40 Prozent in Asien. Der Konzern bezieht die in Auftrag gegebenen Waren von selbstständigen Lieferanten in etwa 45 Ländern der Welt.

## Produkte und Marken
Die Produktpalette hat sich im Laufe der Zeit über die ursprüngliche Jeansanfertigung in damit verwandte Bekleidung oder Accessoires weiterentwickelt. Es werden inzwischen unter den nachfolgend erwähnten Markennamen unter anderem Oberbekleidung, Strickwaren, Kinderkleidung, Freizeitkleidung, Strumpfwaren, Unterwäsche, Beutel, Reisekoffer sowie Golfbekleidung angeboten.

### Levi’s
Bis heute ist die Firma einer der größten Jeanshersteller der Welt und Levi’s (amerikanisiert livaɪs) eine der bekanntesten Marken überhaupt. Der Begriff Jeans für diese strapazierfähige Hose entstand erst in den 1960er Jahren.
Das Modell Levi’s 501 ist vermutlich die bekannteste und meistgetragene Jeans der Welt. Sie wurde erstmals 1890 mit der Produktionsnummer benannt. Legendär sind die Levi’s-Werbespots. Markenzeichen sind seit 1886 das auf die robuste Verarbeitung hinweisende „two-horse-brand“, das zwei Pferde zeigt, die vergeblich eine eingespannte Jeans zu zerreißen versuchen, und seit 1936 das Stofflogo an der hinteren rechten Tasche, je nach Modell in rot (red tab) oder in orange. Von 1936 bis 1971 wurde auf dem red tab noch das „Big E“ verwendet, also LEVI’S, anders als bei der seither geläufigen Schreibweise mit kleinem „e“ (LeVI’S), das firmenintern heute als „Small E“ bekannt ist. Weil die Kupfernieten, die die hinteren Hosentaschen stabilisieren sollten, Sättel und Möbel zerkratzten, wurden sie zunächst mit Stoff überzogen; ab 1966 ersetzte man diese durch strapazierfähige Nähte.
1943 wurden die an Adlerschwingen erinnernden Stickmuster auf den hinteren Hosentaschen als Markenzeichen registriert. Der Name Levi’s genießt bereits seit 1928 Schutz als Warenzeichen.
Ihre höchste Popularität erlangte die Levi’s 501 in den 1970er Jahren in der amerikanischen Homosexuellen-Szene, wo sie mit Lederstiefeln und einem T-Shirt oft als eine Art Einheitskleidung getragen wurde. Levi Strauss war im Februar 1992 auch eines der ersten großen US-Unternehmen, in denen Homosexuelle in festen Partnerschaften dieselben Sozialleistungen erhielten wie Verheiratete.

### Dockers

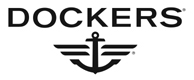
Dockers-Markenlogo

Ursprünglich 1986 speziell für die Belange von Hafenarbeitern konzipiert, fand die Marke darüber hinaus bei Männern und Frauen allgemein großen Anklang. Die Firma konnte sich hier bis in die 1990er Jahre hinein, als Jeansverkäufe in eine Nachfrageschwäche gerieten, eines konstanten Wachstums erfreuen. Ein Versuch, diese Marke im Jahr 2004 zu verkaufen, um Firmenschulden abzubauen, verlief im Sande.
Die Marke steht nicht im Zusammenhang mit Dockers by Gerli, einer Eigenmarke der Schuh-Import und Export GERLI GmbH, Merzalben.

### Levi Strauss Signature
Levi Strauss & Co. reagierte mit dieser Produktlinie nach eigenen Angaben auf den beobachteten Erfolg des Versandhandels via Internet, der eine Massennachfrage erwarten ließ. Anfang 2002 wurde diese Marke in Zusammenarbeit mit Walmart geschaffen. Signature Produkte sind allerdings längst auch in anderen Läden, beispielsweise bei der amerikanischen Kette Target erhältlich.

## Weitere Informationen

### Eigentümer
Das Unternehmen befindet sich größtenteils in Familienbesitz. Seit dem 21. März 2019 werden die Aktien der Firma wieder an der Börse gehandelt, nachdem sich das Unternehmen Mitte der 1980er Jahre von der Börse zurückgezogen hatte. Einzige Ausnahme war in der Zwischenzeit die japanische Tochtergesellschaft Levi Strauss Japan K.K., von der Anteile erworben werden konnten.

### Unternehmensaktivitäten
Die Firma ist größter weltweiter strategischer Partner des Wal-Mart-Konzerns, der eine Sonderanfertigung der Produktlinie „Levi Strauss Signature“ für seine Geschäfte exklusiv erhält.
Nach Angaben der New York Times führt Levi Strauss & Co. in der Bekleidungsindustrie in den Streitigkeiten bei Warenzeichenverletzungen und hat rund 100 Prozesse gegen Konkurrenten seit 2001 angestrengt. Die meisten Fälle konzentrieren sich auf die angebliche Nachahmung des Levi’s-Musters US-Trademark 1.139.254 mit dem doppelten Bogen auf der rückseitigen Hosentasche.

### Fertigung
Heute fertigt das Unternehmen keine Jeans mehr in den Vereinigten Staaten. Levi Strauss lässt seine Ware unter anderem in Bangladesch produzieren.

### Sonstiges

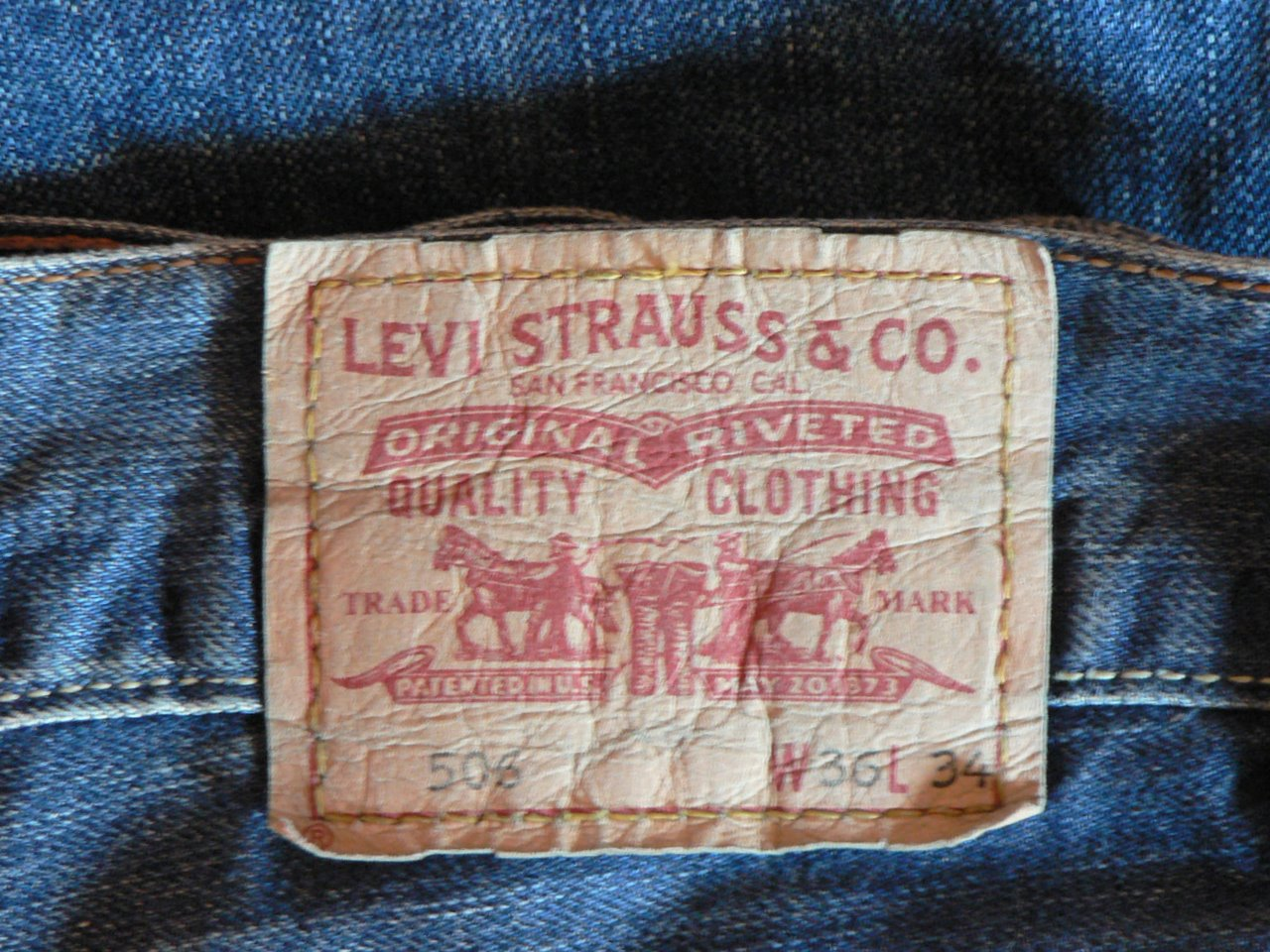
Jeans-Aufnäher

Für das Firmenzeichen, bei dem zwei Pferde versuchen, eine Levi’s-Jeans zu zerreißen, stand die bildliche Darstellung über Otto von Guerickes berühmtes Experiment der Magdeburger Halbkugeln Pate, zwei zu einer Kugel aneinandergefügte, luftleer gepumpte Halbkugeln durch Pferdekraft zu trennen, was nicht gelang.
Im Juli 2017 starb Levi Strauss-Erbe Bill Goldman (38) beim Absturz seines Privatflugzeugs nahe Sonoma, Kalifornien.